# Mesochorus castellanus
Mesochorus castellanus är en stekelart som beskrevs av Schwenke 1999. Mesochorus castellanus ingår i släktet Mesochorus och familjen brokparasitsteklar. Inga underarter finns listade i Catalogue of Life.